# Ирландский национализм

«Зеленый флаг». Основной символ ирландского национализма в XIX и начале XX веков.

Ирландский национализм (ирл. Náisiúnachas Éireannach) — совокупность политических и общественных движений, направленных на утверждение ирландской национальной идентичности, защиту суверенитета и достижение или сохранение независимости Ирландии от иностранного господства, прежде всего от Великобритании.

## История

### Корни

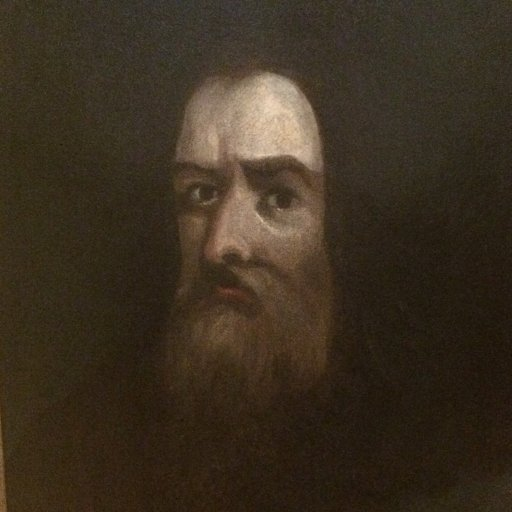
Хью О'Нил — участник Девятилетней войны (1594–1603), лидер сопротивления английской экспансии

В период с англо-нормандского завоевания Ирландии в XII веке по XV век присутствие английских поселенцев не оказывало значительного влияния на жизнь острова за пределами Дублина и его окрестностей, называемых Пейлом (англ. pale — граница, окраина). Однако, когда после окончания войны Алой и Белой розы к власти в Англии пришла династия Тюдоров, второй король династии, Генрих VIII, ввёл на территории Ирландии новую систему землевладения, позволявшую английским колонистам получать контроль над землями ирландских кланов, чем вызвал недовольство коренного населения.
Поражение Хью О'Нила в Девятилетней войне (1594–1603) ознаменовало окончание организованного гэльского сопротивления английской экспансии и стало началом системной колонизации Ольстера, а также заложило основы будущего Ольстерского конфликта. Регион, ранее контролируемый ирландскими кланами, перешёл под прямое управление английской короны, что положило начало масштабной политике плантаций (Плантация Ольстера) — переселения протестантских поселенцев из Англии и Шотландии. Эта политика углубила религиозное и этническое напряжение, которое вылилось в Ирландское восстание 1641 года. В ходе конфликта была образована Конфедеративная Ирландия — союз католических сил, выступивший с требованиями прекращения конфискаций земель, расширения автономии ирландского парламента и предоставления равных прав католикам Конфедерация просуществовала до середины 1650-х годов и была уничтожена в ходе карательной кампании, возглавленной Оливером Кромвелем.. 
Период правления Оливера Кромвеля в Ирландии (1649–1653) характеризовался масштабной военной кампанией, сопровождавшейся значительными разрушениями, а также упразднением ирландского парламента и передачей земель центральной Ирландии под управление солдат Кромвеля. Так, в 1641 году в Ирландии проживало более 1,5 млн человек, а в 1652 году осталось лишь 850 тысяч. Эти события в дальнейшем интерпретировались ирландскими националистами как символ мученичества и жестокости английского владычества, сыграв важную роль в формировании нарратива исторической несправедливости.
Реставрация монархии и коронация Карла II не привели к пересмотру последствий кромвелевского завоевания: земли, переданные солдатам и сторонникам Кромвеля, не были возвращены, а в восстановленном ирландском парламенте католики по-прежнему были лишены представительства. Во второй половине XVII века Яков II был свергнут в результате Славной революции. Ирландская католическая элита поддержала свергнутого монарха, поскольку якобиты пообещали восстановление католического большинства в ирландском парламенте и возвращение ранее конфискованных земель. Однако после поражения якобитов в битве при реке Бойн английскими властями был принят акт 1691 года «Об отмене Клятвы верховенства в Ирландии и назначение других присяг». Этот акт обязывал всех, принимающих Клятву Верховенства, отказаться от догмата пресуществления — важного элемента католической веры, не признаваемого протестантами. Тем самым католикам фактически был закрыт доступ к государственной службе.
Религиозные и этнические разноглассия, дискриминационные антикатолические законы, а также английские завоевания на территории острова, часто сопровождаемые изыманием земель местного населения, и породили ирландский национализм.

### Ранний национализм
В XVIII веке ирландский парламент, в котором огромное влияние имели протестанты, неоднократно пытался добиться большей автономии от британского правительства, в частности отмены Акта Пойнингса (англ. Poynings' Law), которая позволила бы ирландскому парламенту самостоятельно принимать решения по многим вопросам. Почин был продолжен публикацией проекта конституции независимой Ирландии Уильяма Молина. Подобные настроения позднее подхватил Джонатан Свифт.
Парламентариев, которые хотели самоуправления, называли «патриотами», например, Генри Граттан. Вдохновлённые Американской революцией патриоты в 1782—1783 годах добились от Лондона, напуганного событиями в Тринадцати колониях, существенных уступок, в частности, расширения законодательной независимости ирландского парламента. После этого Граттан и патриоты продолжили борьбу за равноправие католиков и протестантов, а также реформы избирательного права. В то же время они не боролись за полную независимость от Великобритании.
В наше время есть мнение, что движение Граттана не было полностью националистическим, потому что многие из его сторонников были потомками «колониального меньшинства» в Ирландии. Однако такие националисты как Самуил Нильсон, Теобальд Вольф Тон и Роберт Эммет также происходили из колониальных семей, которые прибыли на остров в 1600 году. От Граттена в 1770 году до Парнелла в 1890 году почти все лидеры ирландского сепаратизма были протестантами.
Современный ирландский национализм с демократическими устремлениями образовался в 1790-е годы, когда Вольф Тон основал Общество объединённых ирландцев. Он хотел покончить с дискриминацией в отношении католиков и добиться создания независимой Ирландской Республики. Находясь под впечатлением от событий во Франции, «объединённые ирландцы» подняли восстание против британцев, потерпевшее неудачу. Участники были жестоко репрессированы. В результате ирландский парламент проголосовал за Акт о Союзе 1800 года, фактически отменив самого себя. В дальнейшем ирландские парламентарии заседали в Вестиминстере в Лондоне.
Две доминирующие формы ирландского национализма возникли после тех событий. Радикальная форма была известна как ирландский республиканизм. Последователи данной позиции выступали за национально-освободительную войну, а после победы планировали провозгласить Ирландскую Республику. Одной из групп радикалов являлись «Молодые ирландцы», некоторые из которых начали восстание в 1848 году.
Другие националистические движения были более умеренными, призывая ненасильственными средствами добиваться уступок со стороны британского правительства. Последователи данной позиции осуждали радикалов за насильственные методы, в то время как либеральные националисты хотели добиться независимости путём реформ и законов.

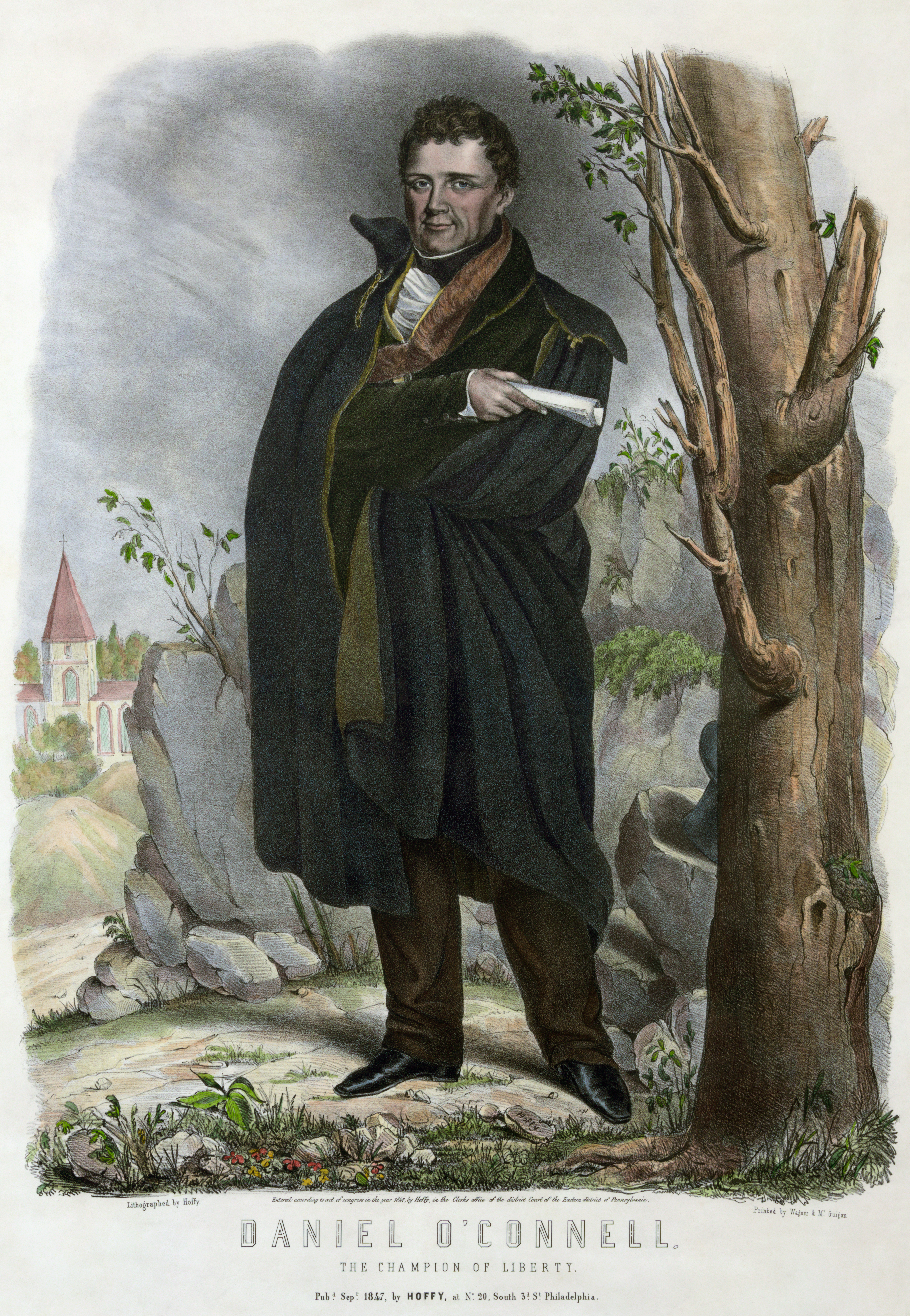
Портрет Дэниела О’Коннелла

Дэниел О’Коннелл был лидером умеренных. В первой половине XIX века он был главой Католической ассоциации и Ассоциации отзыва (рипилеры), которые боролись за полные политические права для католиков в рамках Союза. Свобода исповедания католической веры была достигнута, но получить автономию так и не удалось. Движение О’Коннелла имело более чёткую позицию по сравнению с националистами XVIII века. Они пользовались поддержкой католического духовенства, которое отвергло Общество объединённых ирландцев, тем самым укрепив связь между ирландской самобытностью и католицизмом. Молодые ирландцы устраивали митинги в традиционных ирландских одеждах в Таре и Клонтарфе.

### Ирландский национализм во второй половине XIX века
В конце XIX века национализм стал доминирующей идеологией в Ирландии. Партии националистического толка получили   большое влияние в Парламенте Соединенного Королевства, что позволило начать серьёзную кампанию по борьбе за автономию и отмену Закона о Союзе. В этот период возникло Ирландское Республиканское Братство (IRB). В США участники движения Молодые ирландцы, которые были вынуждены покинуть страну, создали организацию Клан на Гаэл.
Голод в 1845—1849 гг. вызвал бурю недовольства в адрес британского правительства, которое, по мнению ирландцев, не смогло предотвратить гибель миллиона человек. Клан на Гаэл, возглавляемый Джоном Девоем и составленный из ирландских ветеранов Гражданской войны в США, атаковал Канаду с требованием вывода британских войск из Ирландии.
В Ирландии IRB подняло восстание в 1867 году, но планы о мятеже были быстро раскрыты полицией, поэтому восстание не получило большого размаха и было подавлено.

### Лига самоуправления
Во второй половине XIX века в ирландском национализме образуется два течения: юнионисты во главе с Айзеком Баттом и радикалы во главе с Чарльзом Стюартом Парнеллом. Юнионисты в основном были протестантами, но в их число также входили и католики. Радикалы придерживались католичества.
Первые два законопроекта о самоуправлении Ирландии в 1886 и 1893 гг. вызвали недовольство со стороны либеральных юнионистов и британских консерваторов.
После смерти Парнелла в 1891 году радикалы раскололись на две партии: Ирландская национальная лига и Ирландская национальная федерация. После этого радикалы стали действовать менее эффективно.
В 1898 году был издан Закон о местном самоуправлении.
В 1900 году состоялись Всеобщие выборы Соединённого Королевства. После выборов большое влияние получил Джон Редмонд.

### Культурный национализм
Важной особенностью ирландского национализма в конце XIX века была приверженность гэлов ирландской культуре. Появились новые стили культуры — кельтское возрождение и гэльское возрождение. Для защиты чистоты и самобытности ирландского языка была создана Гэльская лига. Гэльская атлетическая ассоциация была образована для поддержки гэльского футбола. Ассоциация запрещала своим членам играть в крикет, футбол, гандбол, регби.
Большинство культурных националистов говорили на английском языке и не имели значительного влияния в Гэлтахте, где использование английского отрицалось. Однако эти организации привлекли большое число членов и явились отправной точкой для многих радикальных ирландских националистов в начале XX века. Основной целью было подчеркнуть разницу между Ирландией и Англией, но большинство населения продолжило говорить по-английски.
Гэльские культурные аспекты не распространялись на политику, в то время как националисты были заинтересованы в воссоздании гэльской государственности.